# Даян Пършинг

Даян Пършинг (на английски: Diane Pershing) е американска озвучаваща актриса, сценаристка и автор на романи.
Започва да се занимава с озвучаване в края на 70-те години на миналия век и е най-известна като гласа на Отровната Айви в „Батман: Анимационният сериал“, чиято роля изпълнява в още няколко сериала и видеоигри. Пършинг участва и в заглавия като в „Новите приключения на Флаш Гордън“, „Смърфовете“, „Инспектор Гаджет“, „Тъмници и дракони“, „Супермен“ „Чернокрилият паток“ и други.